# Academische graad
Een academische graad is een graad die een universiteit aan haar afgestudeerden verleent. Deze graad mag de afgestudeerde tot uitdrukking brengen in de eigen naamsvermelding, door het voeren van een academische titel voor de naam, of de graad na de naam.

## Vlaanderen
In Vlaanderen voorziet de Vlaamse Regering sinds 12 juni 1991 de volgende diploma's :
- Wettelijke graad: erkend voor 12 juni 1991
- Wetenschappelijke graad: universitair diploma voor 12 juni 1991 dat geen wettelijke graad is
- Academische graad: universitair diploma erkend na 12 juni 1991

De bachelor-masterstructuur ging voor het hele hoger onderwijs in Vlaanderen van start op 1 september 2004.

## Nederland
Met de invoering van het bachelor-masterstelsel (Bolognaverklaring) is het aantal mogelijke graden in Nederland aanzienlijk gestegen. Op dit moment ontvangt iemand die de bachelorfase van een academische opleiding afrondt een bachelorgraad. Daarna kan men een masteropleiding volgen.
Van beide graden zijn verschillende varianten door toevoegingen aan de graden. De graad van Bachelor of Arts (BA) is de algemene universitaire vorm. Bachelor of Science (BSc) is de variant voor de exacte wetenschappen. Bachelor of Laws (LLB) bestaat voor opleidingen op het gebied van de rechtsgeleerdheid. Masteropleidingen verlenen de graden Master of Arts (MA), Master of Science (MSc) en Master of Laws (LLM). HBO-instellingen kennen ook de bachelor- en de mastergraad, die respectievelijk worden aangeduid met de letters B en M. Sinds 2014 verlenen ook de HBO-instellingen de titels BA, BSc, MA en MSc voor bepaalde opleidingen, hetgeen is geregeld in de Referentielijst internationale herkenbaarheid titulatuur hoger beroepsonderwijs van de Regeling titulatuur hoger onderwijs.
De afkortingen van de oorspronkelijke graden, uit de tijd dat deze voor het eerst werden toegekend (in de Middeleeuwen), stammen uit het Latijn; 'B' stond voor baccalaureus, 'M' voor magister en 'A' voor artes. Hieraan is 'LL.' toegevoegd; deze afkorting staat voor 'legum', de tweede naamval (genitivus) meervoud van 'leges' (wetten). De afkorting 'Sc' is van recentere datum. Al deze afkortingen staan achter de persoonsnaam.
Degenen die een universitaire masteropleiding hebben afgerond mogen zowel de mastergraad voeren als de reeds bestaande Nederlandse titels doctorandus (drs.), meester in de rechten (mr.) en ingenieur (ir.). Deze staan in tegenstelling tot de mastergraad vóór de naam. Het Belgische (en Franse) equivalent van doctorandus was het licentiaat.
Na de universitaire masteropleiding kan men zich verder bekwamen en promoveren. Dan verkrijgt men de doctorsgraad. Deze mag men uitdrukken met de afkorting dr. voor de naam, of door PhD achter de naam. Internationaal is de meest gebruikelijke variant van de doctorsgraad die van PhD, al zijn er ook andere zoals DBA en EdD. PhD staat voor het Latijnse philosophiæ doctor. Letterlijk vertaald is dit "doctor in de filosofie", maar de graad is in Nederland van toepassing op iedereen die gepromoveerd is, ongeacht het studiegebied (zie ook Doctor of Philosophy).

## Trivia
In Nederland zijn er enkele academici met alle universitaire titels.
- Prof.mr.dr.ir. Sicco Santema - Hoogleraar Business to Business Marketing (TU Delft)
- Prof.mr.dr.ir. Bart Custers - Hoogleraar Law and Data Science (Universiteit Leiden)
- Prof.mr.dr.ir. Neelke Doorn - Hoogleraar Ethics of Water Engineering (TU Delft)